# Goat
Goat (engl. für „Ziege“) ist ein US-amerikanisches Filmdrama von Andrew Neel, das am 22. Januar 2016 beim Sundance Film Festival seine Premiere feierte und im Rahmen der Internationalen Filmfestspiele Berlin 2016 gezeigt wurde, wo es am 12. Februar 2016 seine Deutschlandpremiere feierte. Der Film basiert auf den Memoiren Goat von Brad Land.

## Handlung
Nach einer Party nimmt Brad Land in seinem Auto zwei Fremde mit. Als Dank wird er von ihnen nicht nur ausgeraubt, sondern auch brutal zugerichtet. Es dauert einen ganzen Sommer, bis seine Wunden langsam verheilen, und der 19-Jährige beschließt, sich an der Uni einzuschreiben und dort wie sein älterer Bruder Brett einer Fraternity (dt. Studentenverbindung) beizutreten. Um in die Phi Sigma Mu, der Elite-Verbindung der Universität, aufgenommen zu werden, müssen die Aspiranten jedoch einiges über sich ergehen lassen und sich einem erniedrigenden Ritual unterziehen, das neben einer Schlammschlacht auch das öffentliche Erbrechen und Urinieren sowie das Essen aus Toilettenschüsseln des Schlafsaals beinhaltet. Die Anwärter werden zudem mit faulem Obst beworfen und mit verbundenen Augen wie Vieh im Keller gehalten. Wer nicht schnell genug Bier trinkt, so wird gedroht, muss zur Strafe eine Ziege (im Englischen „Goat“) besteigen, diese dann töten und verspeisen. Daher wird die erste Bewährungsphase für die Aufnahme in die Verbindung auch als die Woche der Hölle bezeichnet. 
Fest entschlossen, sich zu beweisen, unterzieht sich auch Brad der demütigenden Prüfung. Sein älterer Bruder Brett hingegen bekommt zunehmend Gewissensbisse, an der schmerzhaften Tortur beteiligt zu sein, die Brad durchleben muss. So wird Brad von seinen Verbindungsbrüdern im Rahmen des Aufnahmeritus gezwungen, fast nackt auf dem Kellerboden herumzukrabbeln. Die nach seinem Überfall gerade überwunden geglaubte Hölle geht für Brad wieder von vorne los. Nach der Demütigung beginnt Brad seine eigene Männlichkeit in Frage zu stellen, weil er sich auch bei diesem Übergriff wieder einmal nicht gewehrt hatte.

## Produktion

### Stab und Idee
Die Regie übernahm Andrew Neel, als Produzenten fungierten neben Christine Vachon und James Franco auch Vince Jolivette und David Hinojosa. Das von David Gordon Green gemeinsam mit Andrew Neel und Mike Roberts geschriebene Drehbuch zum Film basiert auf einer wahren Begebenheit, die Brad Land in seinen 2004 veröffentlichten Memoiren Goat niederschrieb und in denen er von seinen erschütternden Erfahrungen erzählt. Land hatte sich wie im Film selbst einem solchen Aufnahmeritual unterzogen, um seinem älteren Bruder zu imponieren und versprach sich hiervon eine engere brüderliche Beziehung zu ihm.

### Besetzung und Synchronisation
Die Rolle des jüngeren Bruders Brad Land, die dem Autor der literarischen Vorlage zum Film entspricht, wurde mit Ben Schnetzer besetzt, der US-amerikanische Sänger und Schauspieler Nick Jonas erhielt die Rolle seines älteren Bruders Brett.

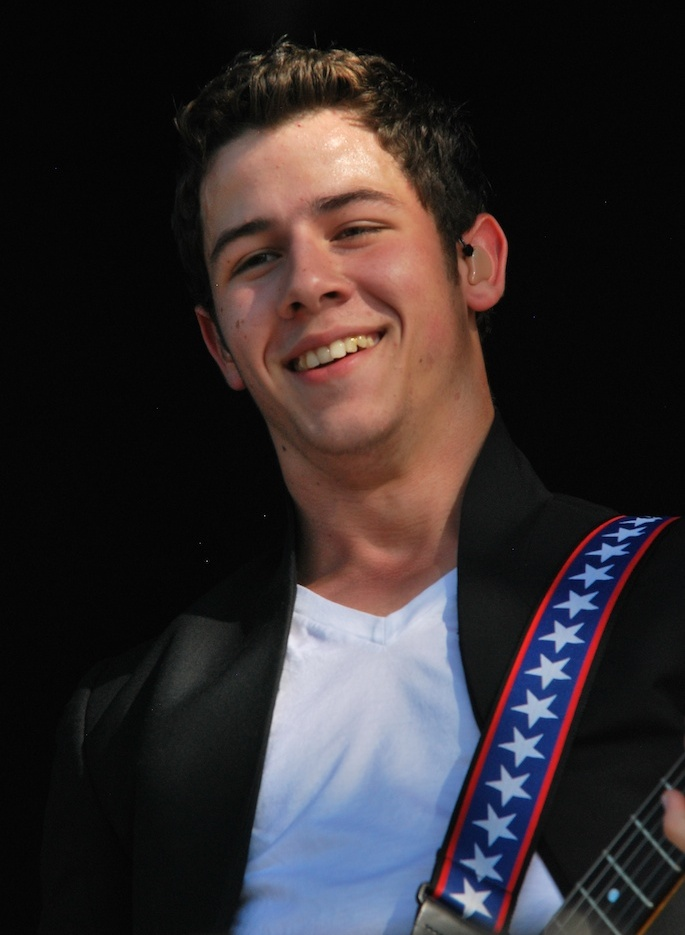
Nick Jonas spielt im Film Brett Land

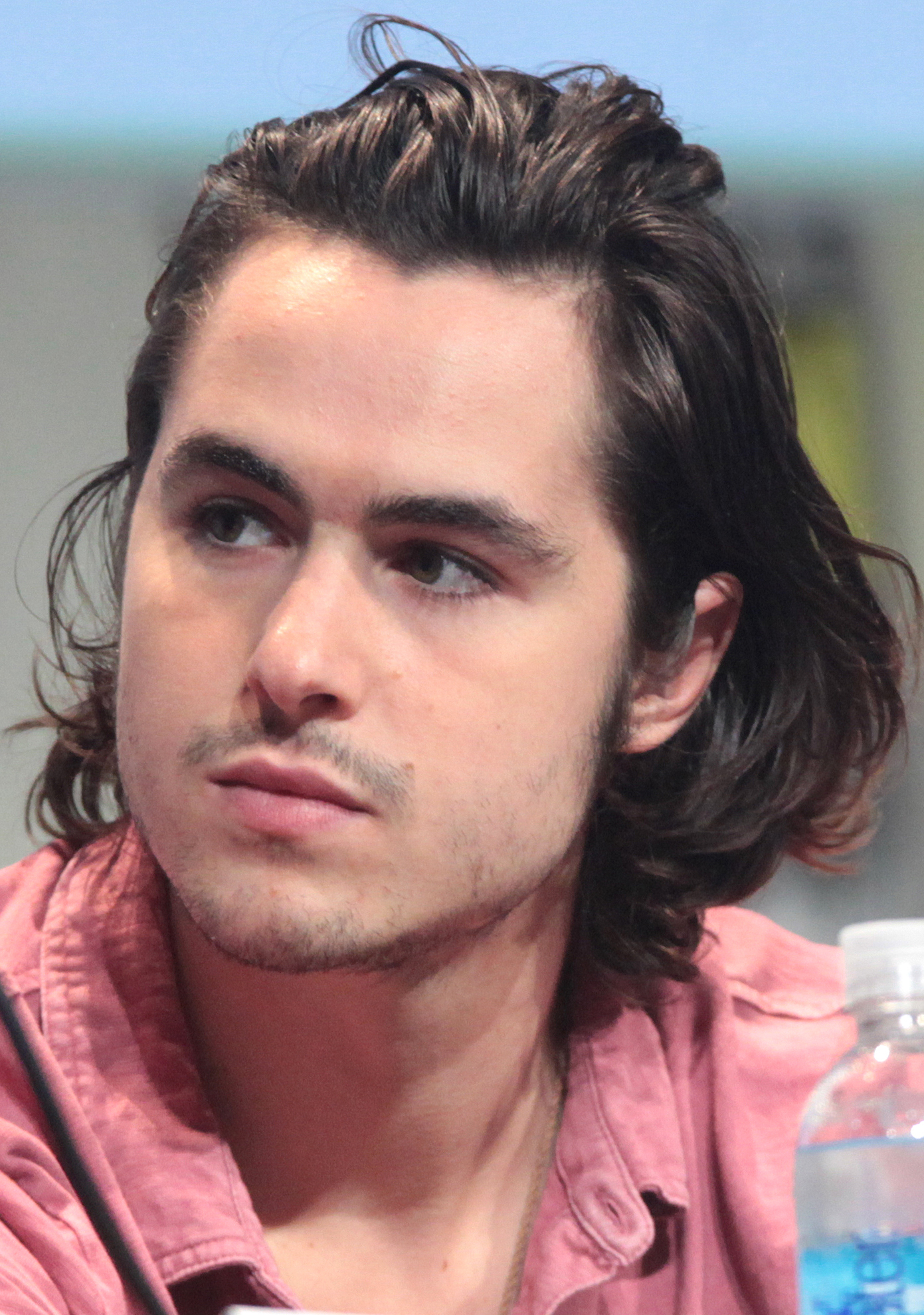
Ben Schnetzer spielt im Film Brad Land

Jonas, der seine Film- und Gesangskarriere als Teenieschwarm bei Disney Channel begonnen hatte und hier Auftritte in der Fernsehserie Hannah Montana, in den Filmen Camp Rock und Camp Rock 2: The Final Jam und auch in dem auf ihn abgestimmten Format Jonas L.A. hatte, startete 2014 einen Imagewechsel, nachdem sich auch seine Band, die Jonas Brothers, im Oktober 2013 offiziell aufgelöst hatte und er daraufhin eine Solokarriere als Sänger begonnen und die bekannte Unterwäschewerbung von Mark Wahlberg für Calvin Klein imitiert hatte. Im Oktober 2014 wurde die Fernsehserie Kingdom erstmals ausgestrahlt, in der er in der Hauptrolle von Nate Kulina mit seiner Männlichkeit und einer konservativen Familie ringen musste. In der Fernsehserie Scream Queens spielte Jonas dann ab 2015 Boone, ein Mitglied der Studentenverbindung und Wohltätigkeitsstiftung Dickie Dollar. In dieser Rolle besaß er als schwuler Serienmörder erstmals eine dunkle Seite. 
Bereits zu Beginn der Dreharbeiten zu Goat war damit aus dem früheren lockenköpfigen Teenieschwarm ein Schauspieler geworden, der physische Herausforderungen suchte und wodurch sich Jonas nach eigenen Aussagen besser in die Rolle von Brett Land in Goat hineinfinden konnte, in der es neben den Schwierigkeiten im Entwicklungsprozess junger Männer vor allem um die Männlichkeitsrituale und damit auch die dunklen Seiten der Mannwerdung geht, über die er eine Diskussion in Gang setzen wolle, so Jonas. Zu den im Film dargestellten Ritualen meinte Jonas, diese zeigten im Kern das heutige Konzept von Männlichkeit und Brüderlichkeit, das jedoch nicht die Liebe beinhalte, die man suche und auch tatsächlich brauche. Es gebe heutzutage in diesem Alter aufgrund der Unfähigkeit, ehrlich zueinander zu sein, eine verzerrte Sicht darauf, was ein moderner Mann ist. Bereits in Kingdom hatte Jonas in seiner Rolle Drogen genommen, und auch privaten Drogen- und Alkoholkonsum gestand Jonas ein. Zudem hatte er sich, so Jonas, auf seine Rolle in Goat bei einem langen Saufgelage in Bowling Green vorbereitet, wo sich die Bowling Green State University befindet. Im Rahmen der Berlinale räumte Jonas am 17. Februar 2016 ein, dass er sich an diese Nacht, während der er viele Tequilas trinken musste, gar nicht mehr genau erinnern kann, jedoch hätte sie ihn auf die Schikanen, die im Film durchlebt werden, gut vorbereitet.
Auch Schnetzer, der seine Schauspielausbildung an der Guildhall School of Music and Drama in London erhalten hatte und im Film seinen jüngeren Bruder Brad spielt, obwohl er im wahren Leben einige Jahre älter als Jonas ist, spricht bei Goat von einem provokanten Film, von dem er hoffe, dass dieser ein Umdenken und Gespräche über Männlichkeit in Gang setze. Schnetzers Versuche, sich auf die Rolle vorzubereiten, bestanden darin, dass er sich mit einem seiner Freunde unterhalten wollte, der Mitglied einer Studentenverbindung ist. Dieser habe sich über diese allerdings nicht äußern wollen, als habe er ein Geheimhaltungsabkommen unterzeichnet. Zu den Dreharbeiten sagte Schnetzer, der hierbei größere Strapazen über sich ergehen lassen musste, als sein Schauspielkollege Jonas, besonders die Szene, in der sie gezwungen wurden, nur mit Unterhosen bekleidet eine menschliche Pyramide zu bilden, sei härter gewesen, als er erwartet hätte.
James Franco, der auch an der Produktion des Films beteiligt war, spielt in einem Cameo ein älteres Verbindungsmitglied, das auf einer Party auftaucht.
Konrad Bösherz leiht in der deutschen Synchronisation Brett seine Stimme, Kim Hasper spricht Mitch.

### Dreharbeiten und Szenenbild
Die Dreharbeiten begannen am 4. Mai 2015 in Cincinnati, Ohio, wo zur gleichen Zeit auch die Arbeiten am Film The Long Home stattgefunden hatten, mit Franco in einer Hauptrolle.
Überwiegend fanden die Dreharbeiten dort auf dem Campus der Xavier University statt, aber auch an der University of Cincinnati, an der Walnut Hills High School, in der Innenstadt von Newtown und in den Cincinnati-Neighborhoods North Avondale und Clifton. In Clifton fanden Aufnahmen in der häufig von Studenten besuchten Uncle Woody’s Bar in der Calhoun Street statt, die auch nahe dem Campus der University of Cincinnati gelegenen ist. In Finneytown im Hamilton County wurde zudem ein Haus zu einem Gebäude der Studentenverbindung umgebaut.
Der Regisseur erklärte während einer Pressekonferenz im Rahmen der Berlinale, es habe am Filmset ein Safeword gegeben. Dieses lautete Pineapple.

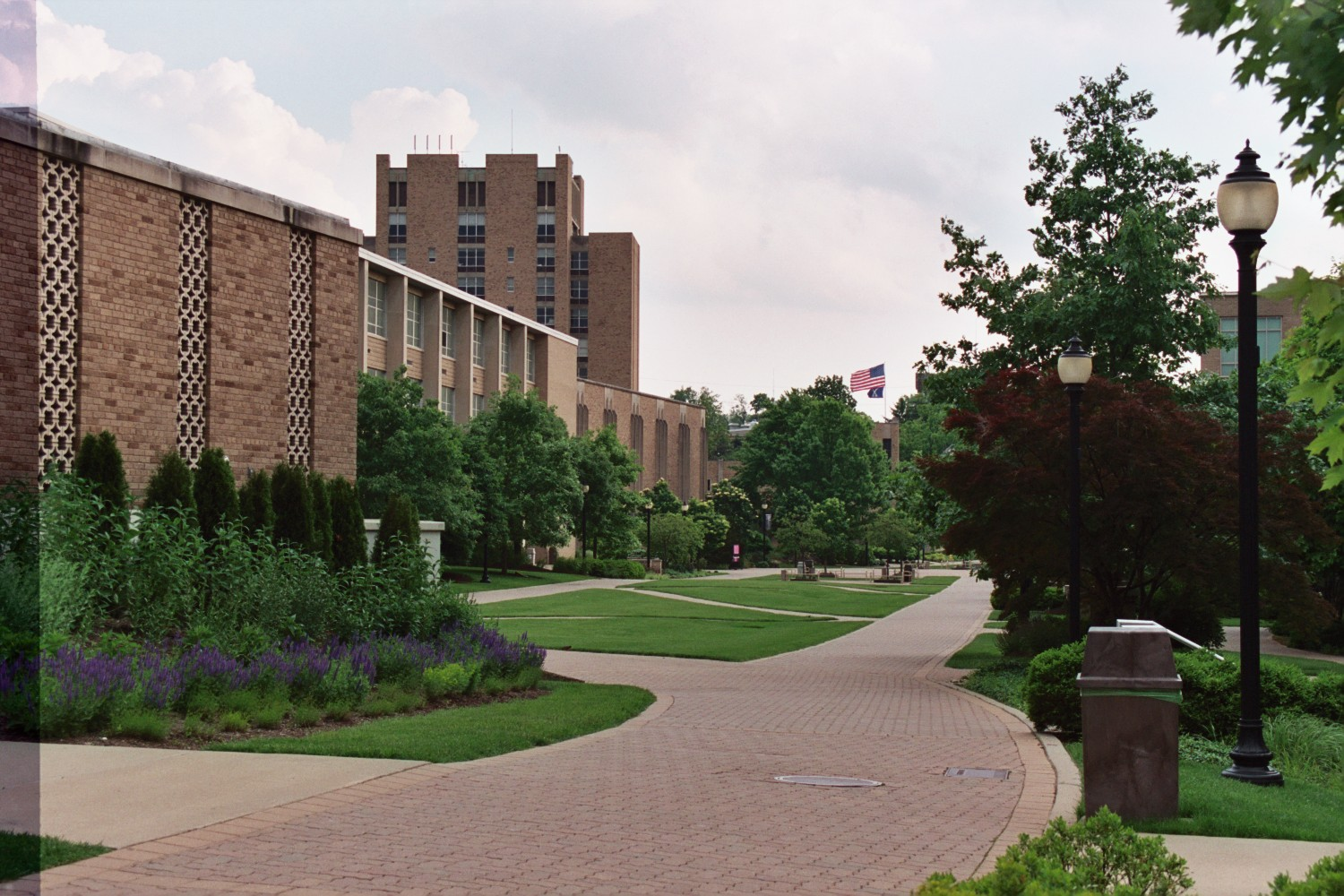
Xavier University
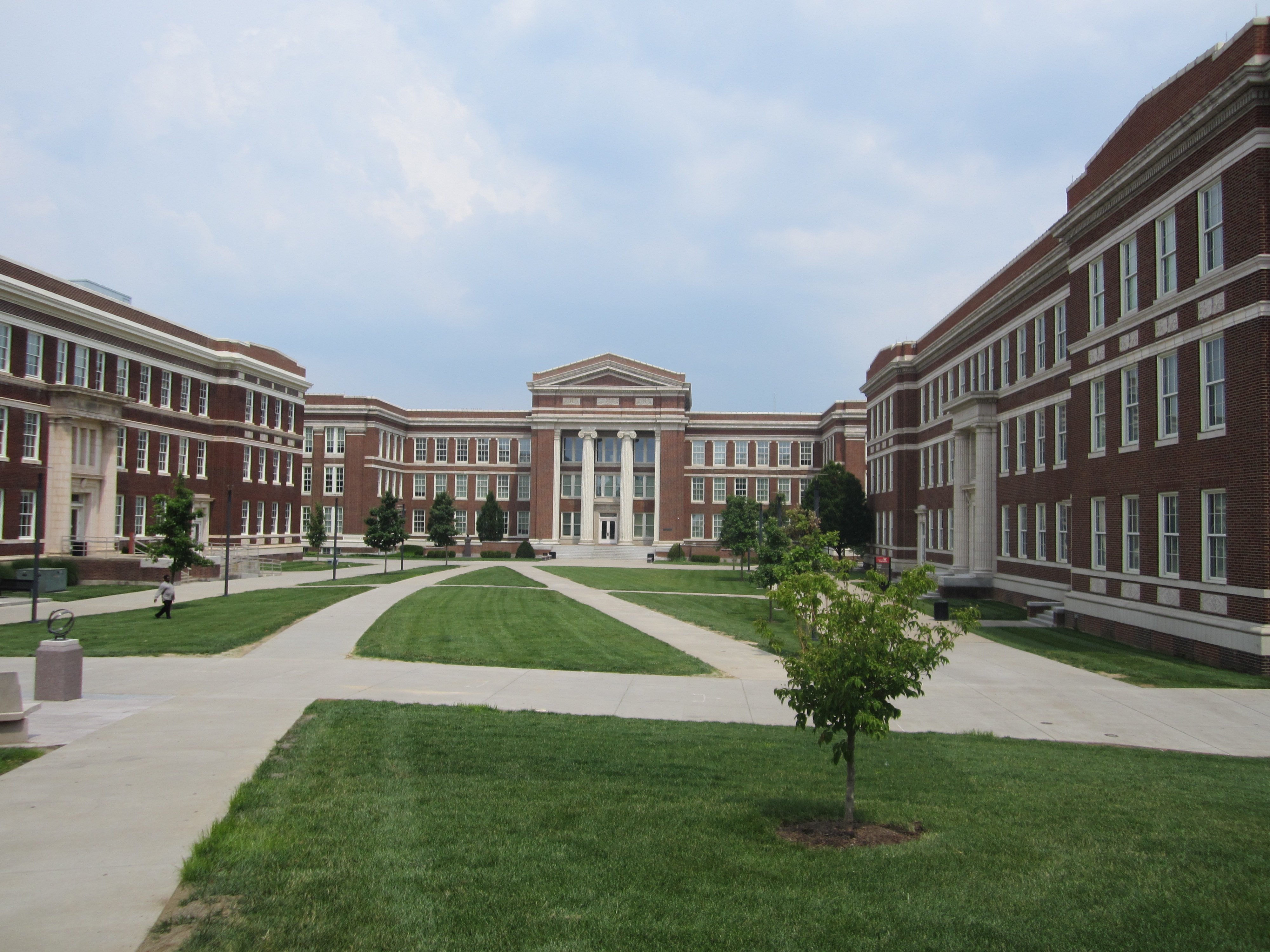
University of Cincinnati
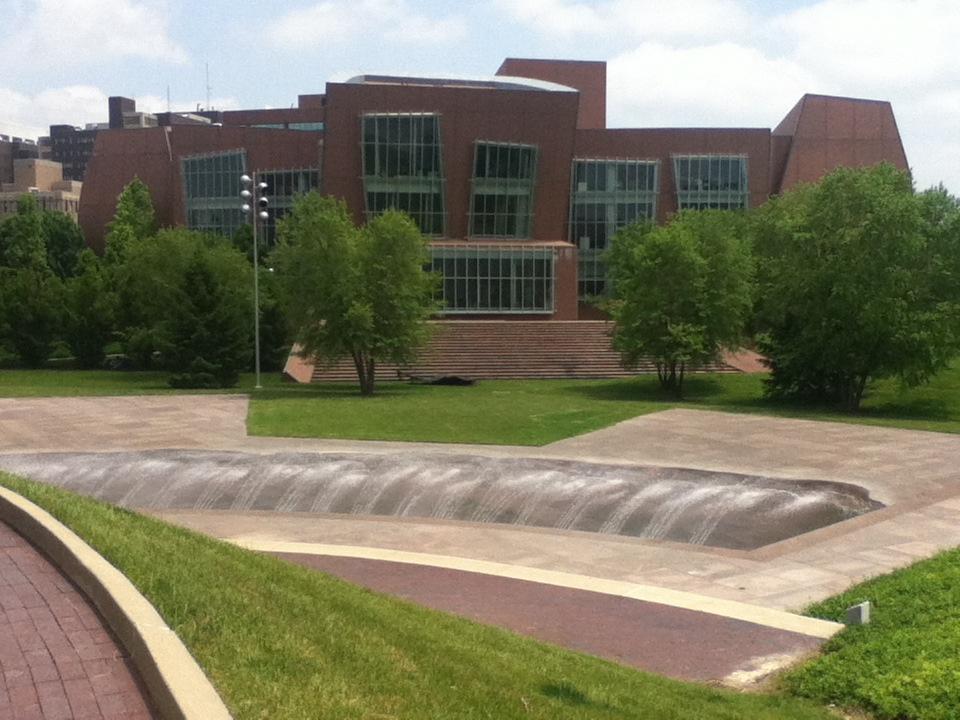
University of Cincinnati
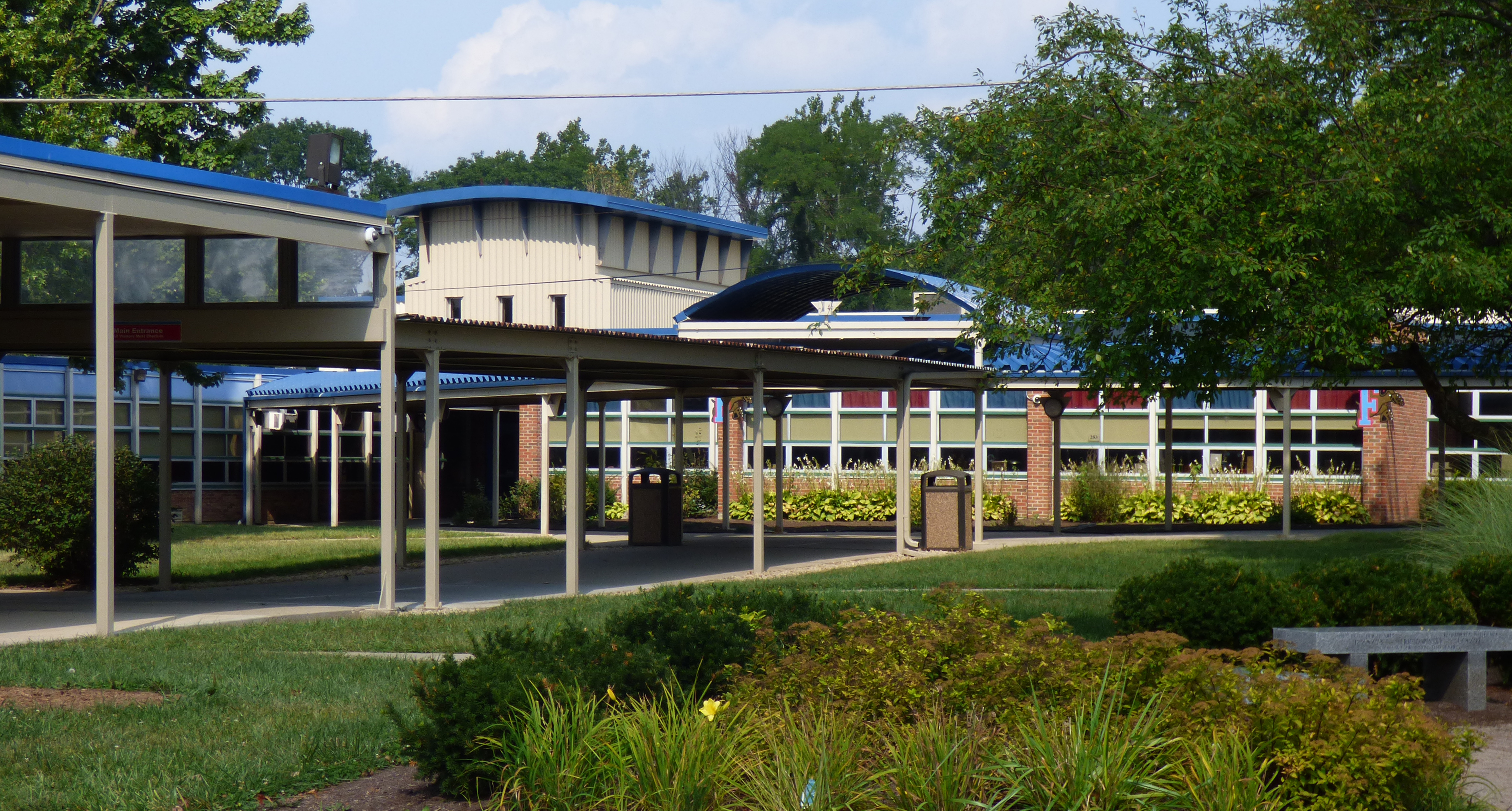
Finneytown
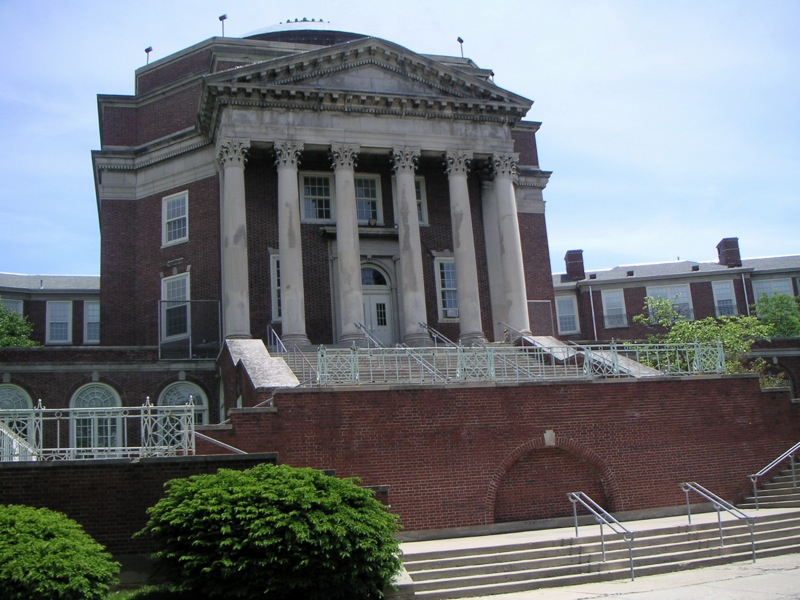
Walnut Hills High School

### Verwertung und Veröffentlichung
Der Film feierte am 22. Januar 2016 beim Sundance Film Festival seine Premiere. Nach der dortigen Premiere hatte sich Paramount Home Video am 12. Februar 2016 für 2,25 Millionen US-Dollar die weltweiten Rechte am Film gesichert. Ab 12. Februar 2016 wurde der Film im Rahmen der Internationalen Filmfestspiele Berlin 2016 gezeigt, wo er seine Deutschlandpremiere feierte. Ab 5. September 2016 wurde der Film beim Deauville Film Festival im Rahmen des Wettbewerbs gezeigt. Am 23. September 2016 erschien der Film in den USA auf DVD.

## Rezeption

### Kritiken
Der Film konnte 79 Prozent der 77 Kritiker bei Rotten Tomatoes überzeugen.
Andrew Neel selbst beschreibt seinen Film als eine erzählte Männlichkeitsstudie und wollte damit ein Gespräch über moderne Männlichkeit beginnen. Jeff Sneider von thewrap.com bestätigt das Gelingen dieses Versuchs und würdigt Neels Gespür dafür, den Leichtsinn der Jugend zu erfassen und hebt sein Geschick für dessen manchmal fast alptraumhaft wirkende Inszenierung hervor, das sich insbesondere im ersten Angriff der beiden unheimlichen Fremden auf Brad zeige. Sneider beschreibt Goat als düsteren Film über Jugendliche, der die Gefahren und die mentalen Folgen körperlicher Gewalt beschreibe. Sneider lobt die ganze Besetzung des Films, die von vorne bis hinten gleichermaßen hervorragend sei.
Peter Debruge von Variety formuliert die zentrale Frage, die der Film stellt als die, wo genau alle amerikanischen Aggression herkommen. Auch Christoph Petersen von filmstarts.de beschäftigt sich mit dieser Frage und kommt zur erschreckenden Erkenntnis: „Der wahre Abgrund tut sich für den Zuschauer nämlich erst nach dem Kinobesuch auf, wenn er darüber nachdenkt, wie sich das Hazing eigentlich auf all die anderen Bewohner eines Landes auswirkt, in dem ein solcher Ritus so stark verbreitet ist. Immerhin findet das Ganze vor allem an den Eliteschulen statt und es sind insbesondere die späteren Politiker und Wirtschaftsbosse, aber auch die Gefängnisdirektoren, die hier auf solch unmenschliche Weise gedemütigt wurden und selbst gedemütigt haben.“
Andreas Köhnemann von spielfilm.de resümiert seine Kritik: Ein wuchtiges Jugenddrama mit überzeugenden Darstellern. Der Regisseur beutet das Thema bei aller Härte nicht aus, sondern lässt über Gruppenzwang sowie verheerende Vorstellungen von Männlichkeit reflektieren. Nora Hiller vom Berliner Stadtmagazin 030 vergleicht den Film mit Riot Club, einem Film in dem Ben Schnetzer ebenfalls mitspielte, und lobt Goat überzeuge nicht nur durch die erschreckende, aber ehrliche Erzählweise, sondern auch durch eine Reihe junger, talentierter Schauspieler, die eins mit ihrer Rolle werden, noch unverbrauchte Gesichter haben und von denen das internationale Kino mehr gebrauchen kann.

### Auszeichnungen
Artios Awards 2017
- Nominierung für das Beste Casting in der Kategorie Low Budget – Comedy or Drama[30]

Deauville Film Festival 2016
- Nominierung für den Grand Jury Prize (Andrew Neel)

Sundance Film Festival 2016
- Nominierung für den Grand Jury Prize – Dramatic (Andrew Neel)[31]